# Eri Yamaguchi (Leichtathletin)

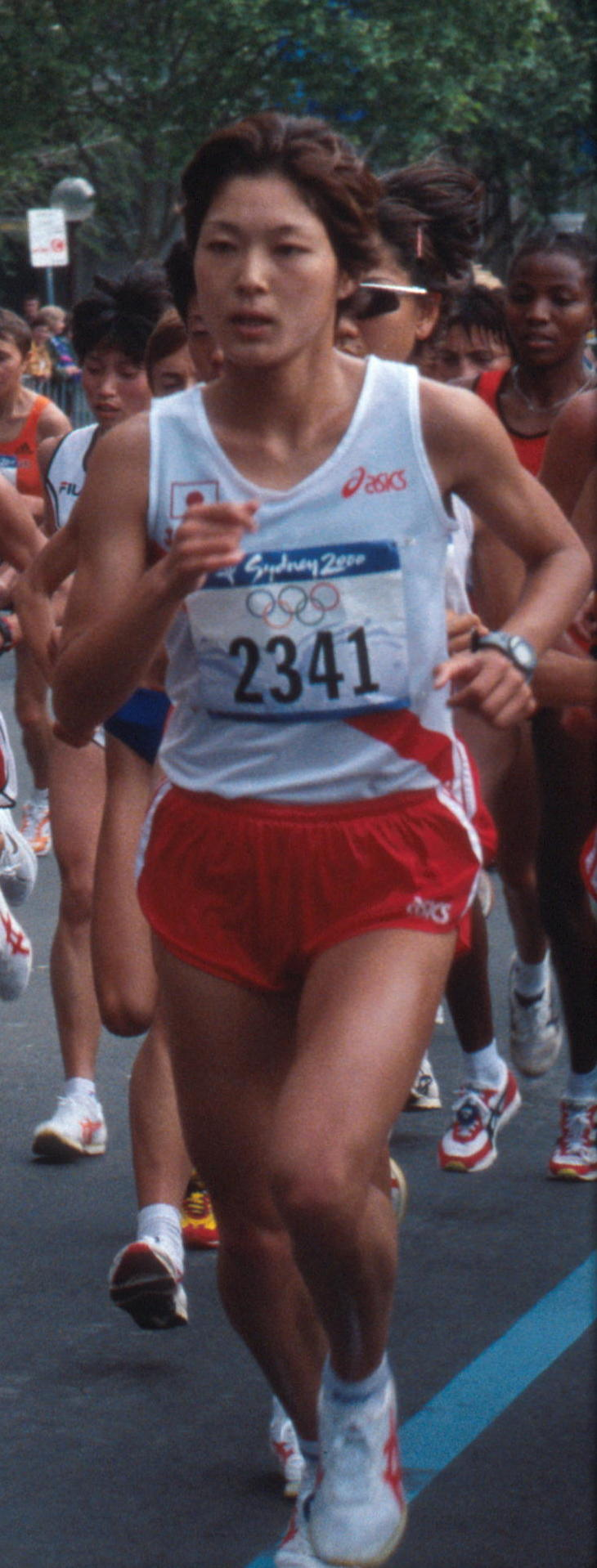
Eri Yamaguchi, 2000

Eri Yamaguchi (jap. 山口 衛里 Yamaguchi Eri; * 14. Januar 1973 in Takino, Präfektur Hyōgo) ist eine ehemalige japanische Marathonläuferin.
Sie gewann 1998 den Hokkaidō-Marathon und wurde durch ihren Sieg beim Tokyo International Women’s Marathon 1999 japanische Marathonmeisterin, wobei sie mit 2:22:12 gleichzeitig einen Asienrekord und den noch heute bestehenden Streckenrekord aufstellte.
Aufgrund dieser Leistung wurde sie für die Olympischen Sommerspiele 2000 in Sydney nominiert, wo sie im Marathon mit 2:27:03 den siebten Platz belegte.